# 音源模組
音源規格，是針對音源所制訂的規範，以General MIDI為最為普遍。其他常見的規格還包括：樂蘭公司制訂的Roland GS和山葉株式會社推行的Yamaha XG。

## 外部連結
- MIDI知識